# Putifigari
Putifigari (sardisk: Potuvìgari) er en by og en kommune (comune) i provinsen Sassari i regionen Sardinien i Italien. Byen ligger i 267 meters højde og har 729 indbyggere (2016). Kommunen har et areal på 53,10 km² og grænser til kommunerne Alghero, Ittiri, Uri og Villanova Monteleone.